# Барантон сир Сер
Барантон сир Сер (фр. Barenton-sur-Serre) насеље је и општина у североисточној Француској у региону Пикардија, у департману Ен (Пикардија) која припада префектури Лаон.
По подацима из 2011. године у општини је живело 118 становника, а густина насељености је износила 14,66 становника/km². Општина се простире на површини од 8,05 km². Налази се на средњој надморској висини од 68 метара (максималној 122 m, а минималној 61 m).

## Демографија
| 1962. | 1968. | 1975. | 1982. | 1990. | 1999. | 2011. |
| ----- | ----- | ----- | ----- | ----- | ----- | ----- |
| 107   | 109   | 97    | 112   | 106   | 109   | 118   |

График промене броја становника у току последњих година